# Sefsaf
Sefsaf (franska: Sefsaf (CR), Sefsaf (Commune Rurale), arabiska: زيرارة) är en kommun i Marocko.   Den ligger i provinsen Sidi Kacem och regionen Rabat-Salé-Kénitra, i den norra delen av landet, 100 km nordost om huvudstaden Rabat. Antalet invånare är 22 941.